# Neopentelia malaccensis
Neopentelia malaccensis är en skalbaggsart som beskrevs av Moser 1912. Neopentelia malaccensis ingår i släktet Neopentelia och familjen Melolonthidae. Utöver nominatformen finns också underarten N. m. apicalis.